# جاكسانز
في الدبلوماسية الدولية، مجموعة جاكسانز JACKSNNZ هو الاسم العام المختصر لمجموعة غير رسمية من الدول الغنية في العالم من خارج الاتحاد الأوروبي ، باستثناء الولايات المتحدة . وهي JACKSNNZ هي اليابان وأستراليا وكندا وكوريا الجنوبية وسويسرا والنرويج ونيوزيلندا.

## المصطلح
نشأ المصطلح في إجراءات المؤتمر الاستعراضي السادس لاتفاقية الأسلحة البيولوجية والتكسينية الذي عقد في جنيف عام 2006. في مؤتمر المراجعة السابق انهارت المحادثات بسبب الرفض الأمريكي للسماح بإنشاء آلية تحقق لرصد برامج الأسلحة البيولوجية في الدول الأطراف. كان هذا ضد رغبات دول WEOG الأخرى (مجموعة أوروبا الغربية ودول أخرى) ، والتي تشمل أيضًا كندا وتركيا وأستراليا وأوروبا الغربية .

## مؤتمر جنيف 2006
في المؤتمر الاستعراضي لعام 2006 ، تظل دول JACKSNNZ داعمة لبروتوكول التحقق (على الرغم من أنه من غير المرجح أن تدفع باتجاهه مع العلم أن الحكومة الأمريكية وقتها لن تنضم إلى هذه النقطة). ومع ذلك ، تسعى مجموعة JACKSNNZ أيضًا إلى تحقيق التوازن داخل مجموعة دول أوروبا الغربية ودول أخرى ، وحماية مصالح الدول غير الأعضاء في الاتحاد الأوروبي.
قال تاكيشي أوكي، مدير وزارة الخارجية اليابانية ، إن جاكسنز ليس صكًا ملزمًا، ولا صكًا حصريًا. لم تعلن دول JACKSNNZ بعد عن موقف مشترك وحصري في منتديات دولية أخرى تحت هذا الاسم.